# Recht Singapurs
Das Recht Singapurs bezeichnet die Gesamtheit gerichtlich durchsetzbarer gesellschaftlicher Normen in Singapur.

## Rechtsgeschichte
Nachdem im Jahre 1819 der Sultan von Johore mit Stamford Raffles einen Freundschafts- und Beistandsvertrag geschlossen hatte, kam es durch die 2nd Charter of Justice 1826 zur Errichtung der Court of Judicature of Prince of Wales Island, Singapore and Malacca. Auf dem Gebiet des heutigen Singapur bestand damit erstmals ein Gerichtssystem nach westlichem Verständnis. In den im gleichen gegründeten Straits Settlements fasste die britische Krone ihre Kolonien in Südostasien zusammen und unterstellte sie indischer Präsidentschaft. Als 1867 die Straits Settlements von Indien losgelöst wurden, trat an die Stelle des Court of Judicature of Prince of Wales Island, Singapore and Malacca der Supreme Court of the Straits Settlements. Hiermit begann die Verselbständigung des Rechtssystems. Der Supreme Court war erstinstanzliches Gericht und nur dem Privy Council in London unterstellt; erst sechs Jahre später entstand mit dem Court of Appeal ein eigenes Appellationsgericht.
Nach dem Zweiten Weltkrieg und der Besetzung Singapurs durch die Japaner wurden die Straits Settlements aufgelöst und eine eigenständige Kolonie. 1965 folgte die Unabhängigkeit von Malaysia. Das Recht Singapurs besteht in seinem Kern größtenteils aus rezipiertem englischen Recht. Erst 1993 endete mit dem Application of English Law Act die strikte Anlehnung an das englische Recht, 1994 schaffte man den Privy Council als letztinstanzliches Gericht ab. Dessen ungeachtet gehört Singapur zum common law-Rechtskreis; die Verbindungen zum englischen Recht bleiben stark.

## Rechtsquellen
In Singapur sind drei Arten von Rechtsquellen zu beachten, die einander in hierarchischem Verhältnis stehen: An erster Stelle steht die Verfassung Singapurs; ihr nachgeordnet ist das gesamte statute law. Gesetze der singapurischen Legislative gehen dabei allen anderen, besonders englischen, Gesetzen vor. Durch das Application of English Law Act 1993 sind nunmehr abschließend alle Gesetze des englischen Parlaments aufgezählt, die auch in Singapur zu beachten sind; diese sind:
- Mercantile Law Amendment Act 1856
- Policies of Assurance Act 1867
- Factors Act 1889
- Partnership Act 1890
- Marine Insurance Act 1906
- Third Party (Rights against Insurers) Act 1930
- Corporate Bodies’ Contracts Act 1960
- Misrepresentation Act 1967
- Unfair Contracts Terms Act 1977
- Sale of Goods Act 1979
- Supply of Goods and Services Act 1982
- Minors’ Contracts Act 1987
- Carriage of Goods by Sea Act 1992

In Ermangelung von statute law kommt common law zur Anwendung.
Für die doctrine of stare decisis gilt in Singapur Folgendes: Wie in England gilt auch in Singapur die bindende Wirkung nur bezüglich der ratio decidendi. Der Court of Appeal war bis 1994 an seine eigenen Präjudizien gebunden. Mit der Abschaffung der Appellation zum Privy Council wurde der Court of Appeal zugleich höchstes Gericht und erklärte, fortan nicht mehr an seine eigenen precedents gebunden zu sein:

“It is proper that the Court of Appeal should not hold itself bound by any previous decisions of its own or of the Privy Council, which by the rules of precedent prevailing prior to 8 April 1994 were binding on it, in any case where adherence to such prior decisions would cause injustice in a particular case or constrain the development of the law in conformity with the circumstances of Singapore.
Therefore, whilst this court will continue to such prior decisions as normally binding, this court will, whenever it appears right to do so, depart from such prior decisions. Bearing in mind the danger of retrospectivity disturbing contractual, proprietary and other legal rights, this power will be exercised sparingly.
This statement is not intended to affect the use of precedent in the High Court or in any subordinate courts.”

## Familienrecht
Das Familienrecht Singapurs regelt die Rechtsverhältnisse der durch Ehe, Familie und Verwandtschaft miteinander verbundenen Personen.

### Ehe
Das Eherecht Singapurs unterscheidet nach der Religionszugehörigkeit der betreffenden Personen. Für nichtmuslimische Ehen gilt die Women’s Charter (Cap. 353) (vgl. s. 3 (2) Women’s Charter), für muslimische Ehen die s. 89 bis 109 des Administration of Muslim Law Act (Cap. 3). Voraussetzungen der nichtmuslimischen Eheschließung nach der Women’s Charter sind:
- einer der beiden Eheschließenden muss seit mindestens fünfzehn Tagen in Singapur ansässig sein und
- beide Parteien müssen mindestens 21 Jahre alt sein oder geschieden oder verwitwet oder Partei einer früheren Ehe sein oder bestimmte Zustimmungserklärungen bei Minderjährigen müssen vorliegen. Keiner der Eheschließungswilligen darf unter 18 Jahre alt sein.
- Es darf kein spezielles Ehehindernis vorliegen.

Liegen alle Voraussetzungen vor, genehmigt der Standesbeamte nach s. 17 (1) Women’s Charter frühestens 21 Tage nach Bestellung des Aufgebots die Eheschließung. Wird die Ehe nicht innerhalb von 21 Tagen geschlossen, muss das Aufgebot erneut bestellt werden.

### Familie
Nach s. 68 Women’s Charter haben Eltern ihren ehelichen und unehelichen Kindern Unterhalt zu zahlen, bis diese das 21. Lebensjahr vollendet haben. Das Sorgerecht steht nach dem Guardianship of Infants Act bei ehelichen Kindern beiden Eltern gemeinsam zu, bei unehelichen Kindern regelmäßig der Mutter. Kinder haben ihren Eltern ab dem 60. Lebensjahr nach dem Maintenance of Parents Act Unterhalt zur Deckung der Lebensumstände zu zahlen, wenn die Eltern sich selbst nicht mehr angemessen unterhalten können.

### Ehescheidung
S. 92 sqq. der Women’ Charter enthält fünf abschließende Gründe, die einen Scheidungsantrag begründen können. Allen liegt die irreversible Zerrüttung der Ehe zugrunde:
1. Ehebruch,
2. ein Verhalten einer Partei, nach dem von der anderen Partei nicht mehr erwartet werden kann, weiter mit dieser zusammenzuleben,
3. Verlassen der einen Partei durch die andere für mindestens zwei Jahre vor Scheidungsantrag,
4. Getrenntleben der Partner seit mindestens drei Jahren, wenn die Partner der Scheidung zustimmen,
5. Getrenntleben der Partner seit mindestens vier Jahren.

## Strafrecht
Das Strafrecht betrifft Handlungen, die mit Strafe verknüpft sind.

### Rechtsquellen
Obwohl das Recht Singapurs zu den Common Law-Systemen zählt, ist die zentrale Quelle des Strafrechtes, der Penal Code, kodifiziert, das heißt, dass es sich dabei um sogenanntes Statute Law handelt. Einige Vorschriften, die nach der kontinentaleuropäischer Systematik dem materiellen Strafrecht zuzurechnen wären (Strafmündigkeit, Strafrahmen, Aussetzung zur Bewährung), finden sich im Criminal Procedure Code. Ferner existiert eine Reihe von Nebengesetzen:
- Arms Offences Act
- Computer Misuse Act
- Highjacking of Aircraft and and Protection of Aircraft and International Airports Act
- Kidnapping Act
- Miscellaneous Offences (Public Order and Nuisance) Act
- Misuse of Drugs Act
- Official Secrets Act

### Grundsätze
Nach s. 11 der Verfassung von Singapur gilt in Singapur der Grundsatz nulla poena sine lege. s. 11 (2) verbietet es Straftaten erneut zu verfolgen, wenn die vorige Verfolgung bereits mit Freispruch oder Urteil endete.

### Aufbau des Penal Code
Kapitel I – PreliminaryIn den Vorbemerkungen des Penal Codes ist besonders die Anwendung singapurischen Strafrechts auf im Ausland begangene Straftaten in s. 3 von Interesse.
Kapitel II – General ExplanationsDie General Explanations enthalten eine große Anzahl von Legaldefinitionen. Wie auch im gesamten weiteren Verlauf des Penal Code ist auch dieses Kapitel mit zahlreichen illustrations durchsetzt, wodurch für den kontinentaleuropäischen Leser fast der Eindruck entsteht, eher ein akademisches Lehrbuch als ein Gesetz vor sich zu haben.
Kapitel III – PunishmentsDie wichtigsten Strafsanktionen in Singapur sind Freiheitsstrafe, Einzug von Eigentum, Geldstrafen, Todesstrafe (durch Hängen) und caning, die körperliche Züchtigung mit einem Rattanstock.
Kapitel IV – General ExceptionsDie General Exceptions sind eine Liste von Strafausschlussgründen. Die Strafmündigkeit beginnt mit sieben Jahren, jedoch ist bis zum Alter von zwölf Jahren Unrechtsbewusstsein und Schuldfähigkeit gesondert festzustellen.
Kapitel V – AbetmentDieses Kapitel enthält Ausführungen zu Anstiftung und Beihilfe.
Kapitel Va bis XXIIDie Kapitel Va bis XXII enthalten die einzelnen Straftatbestände.
Kapitel XXIII – Attempts To Commit OffencesVor Vollendung der Straftat kann nach den Vorschriften des XXIII. Kapitels Strafbarkeit wegen attempt gegeben sein.

### Straftatbestände

#### Tötungsdelikte
Die vorsätzliche Tötung eines Menschen ist nach s. 299 Penal Code als culpable homicide (~ Totschlag) strafbar; culpable homicide ist nach s. 304 Penal Code mit bis zu zehn Jahren Freiheitsstrafe und/oder caning (~ Stockschläge) und/oder Geldstrafe zu ahnden. Bei Vorliegen weiterer Merkmale kann nach s. 300 Penal Code ein murder (~ Mord) vorliegen, der stets mit dem Tode bestraft wird. Eine rechtspolitische Eigentümlichkeit des singapurischen Rechts ist die Strafbarkeit des versuchten Suizides nach s. 309 Penal Code.

#### Drogendelikte
Das singapurische Strafrecht ist aus rechtspolitischer Sicht interessant wegen seiner für europäische Verhältnisse drakonisch anmutenden Strafandrohungen bei Drogendelikten. Der Handel mit harten Drogen ist in den ss. 2, 5 und 33 des Misuse of Drugs Act zwingend mit dem Tode zu bestrafen. Oberhalb bestimmter Reinheitsgrade und Rauschgiftmengen wird schon bei bloßem Besitz der Handel mit Drogen unwiderlegbar vermutet. Selbst wer unterhalb dieser Grenzen bleibt, muss mit bis zu 30 Jahren Freiheitsentzug und/oder 15 Rattanstock-Hieben rechnen.

## Copyright law
Das copyright law ist ein spezielles Rechtsgebiet in Singapur, das geistiges Eigentum schützen soll und im Copyright Act (Cap. 63) von 1987 geregelt ist.

### Geschützte Werke
Schutzgegenstand des copyright sind nach s. 7 (1) Copyright Act  literarische, dramatische, musikalische und alle Arten von Kunstwerken.

### Inhalt descopyright
Der Schutzumfang des copyright variiert gemäß s. 26 Copyright Act je nach Werkgattung. Das umfassendste Rechtsbündel besteht an literarischen, dramatischen und Musikwerken: Reproduktion, Veröffentlichung, öffentliche Aufführung, Senden in Rundfunk und Fernsehen, Einführung in ein Kabelprogramm, Adaption und Vornahme der damit verbundenen Handlungen. Bei Kunstwerken umfasst das copyright Reproduktion, Veröffentlichung, Zeigen in einem Fernsehprogramm und das Einführen in ein Kabelprogramm. Bei Computerprogramme umfasst das copyright das Recht, das Werk zu vermieten, soweit es nicht nur ein unwesentlicher Teil ist.

### Schutzdauer
Nach s. 28 Copyright Act beträgt die Schutzdauer für literarische, dramatische und musikalische Werke sowie für Werke der bildenden Kunst (außer Photographien) 70 Jahre post mortem auctoris. Abweichend hiervon 70 Jahre vom Zeitpunkt der ersten Veröffentlichung bei Tonwiedergaben und Filmen, bei Photographien 70 Jahre nach der ersten Veröffentlichung. Für Rundfunk-, Fernseh- und Kabelprogramme gilt nach s. 94 Copyright Act eine kürzere Schutzfrist von 50 Jahren. Bei der veröffentlichten Edition eines Werkes ist der urheberrechtliche Schutz nach s. 96 auf 25 Jahre beschränkt.

### Copyright-Verletzungen
Eine Verletzung des copyright besteht nach s. 31 Copyright Act, wenn eine andere Person als der Inhaber oder Lizenznehmer des copyrights eine dem copyright-Inhaber zustehendes Recht für sich in Anspruch nimmt. Die ss. 32 bis 34 Copyright Act enthalten darüber hinaus einige besondere Vorschriften für den Import, öffentliches Anbieten, Verkauf und Vermietung. Nach s. 35 bestehen jedoch Ausnahmen von oben genannten Verletzungstatbeständen, wenn die an sich verletzende Handlung durch sog. fair dealing gedeckt ist.
Besteht eine copyright-Verletzung kann der Inhaber auf Unterlassung, Schadensersatz, Herausgabe der Bereicherung und Rechnungslegung klagen oder einstweiligen Rechtsschutz geltend machen.